# Икэноуэ (станция)
Станция Икэноуэ (яп. 池ノ上駅 икэноуэ эки) — железнодорожная станция на линиях Инокасира, расположенная в специальном районе Сэтагая, Токио. Станция была открыта 1 августа 1933 года.

## Планировка станции
2 пути и одна платформа островного типа.
| 1 | ■ Линия Инокасира | Симо-Китадзава ・ Мэйдаймаэ ・ Эйфукутё ・ Кугаяма ・ Китидзёдзи |
| 2 | ■ Линия Инокасира | Сибуя                                                            |

## Близлежащие станции
| «                           |  | Линия           |  | »              |
| --------------------------- |  | --------------- |  | -------------- |
| Комаба-Тодаймаэ             |  | Линия Инокасира |  | Симо-Китадзава |
| Express: не останавливается |  |                 |  |                |